# Rhôneglaciären

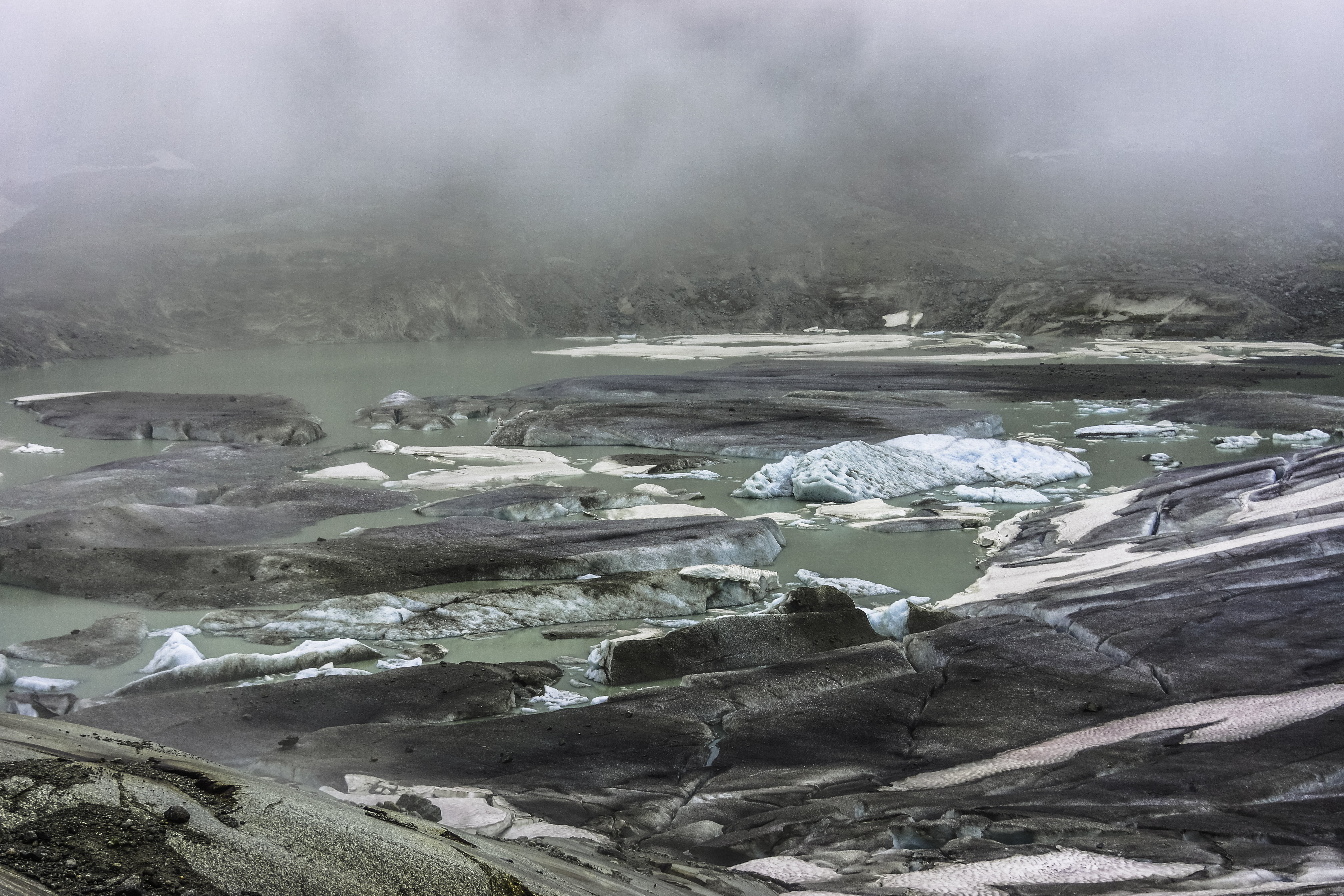
Glaciärsjö juli 2012

Rhôneglaciären (tyska: Rhonegletscher (ibland även kallad Rottengletscher), franska: Glacier du Rhône, italienska: Ghiacciaio del Rondano)  är en dalglaciär i de schweiziska Alperna som ligger mellan Grimselpasset och Furkapasset på 2210 till 3620 meters höjd över havet. Glaciären är floden Rhônes källa.
Rhôneglaciären var en viktig turistattraktion, särskilt under 1800-talet och början av 1900-talet, på grund av att glaciärtungan nådde ner i dalen. Glaciären har smält kontinuerligt sedan mitten av 1800-talet, och kan eventuellt vara helt borta år 2100.
Den högsta punkten i närheten är Dammastock, 3 630 meter över havet, vid Rhôneglaciärens östra kant.

## Utvidgning och tillbakadragande sedan 1800-talet
Under Lilla istiden på 1800-talet och fram till början av 1900-talet nådde Rhôneglaciären ner utefter den branta sluttningen från den nuvarande glaciärtungan till dalslätten vid alpbyn Gletsch på omkring cirka 1 800 meter över havet, alldeles före hotellen i byn. Den maximala utsträckningen år 1856 kan fortfarande skönjas genom den påverkan glaciären har gjort på berggrunden och det kvarlämnade moränmaterialet. Sedan dess har glaciären krympt stadigt och kommer förmodligen att försvinna helt i slutet av 2000-talet.

## Glaciärens förändring från 1870

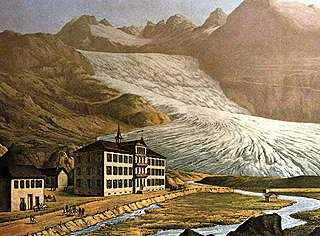
1870
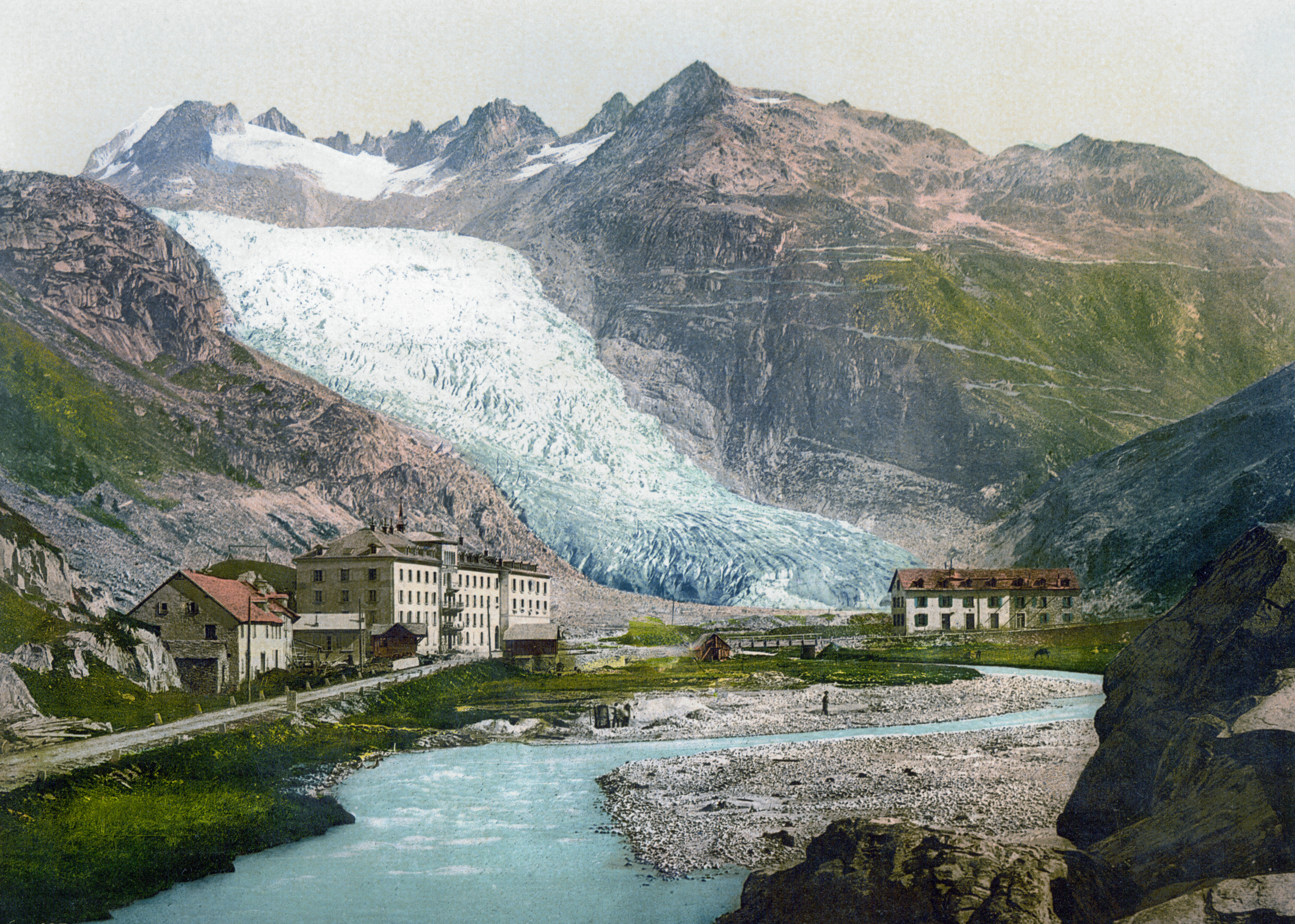
1900
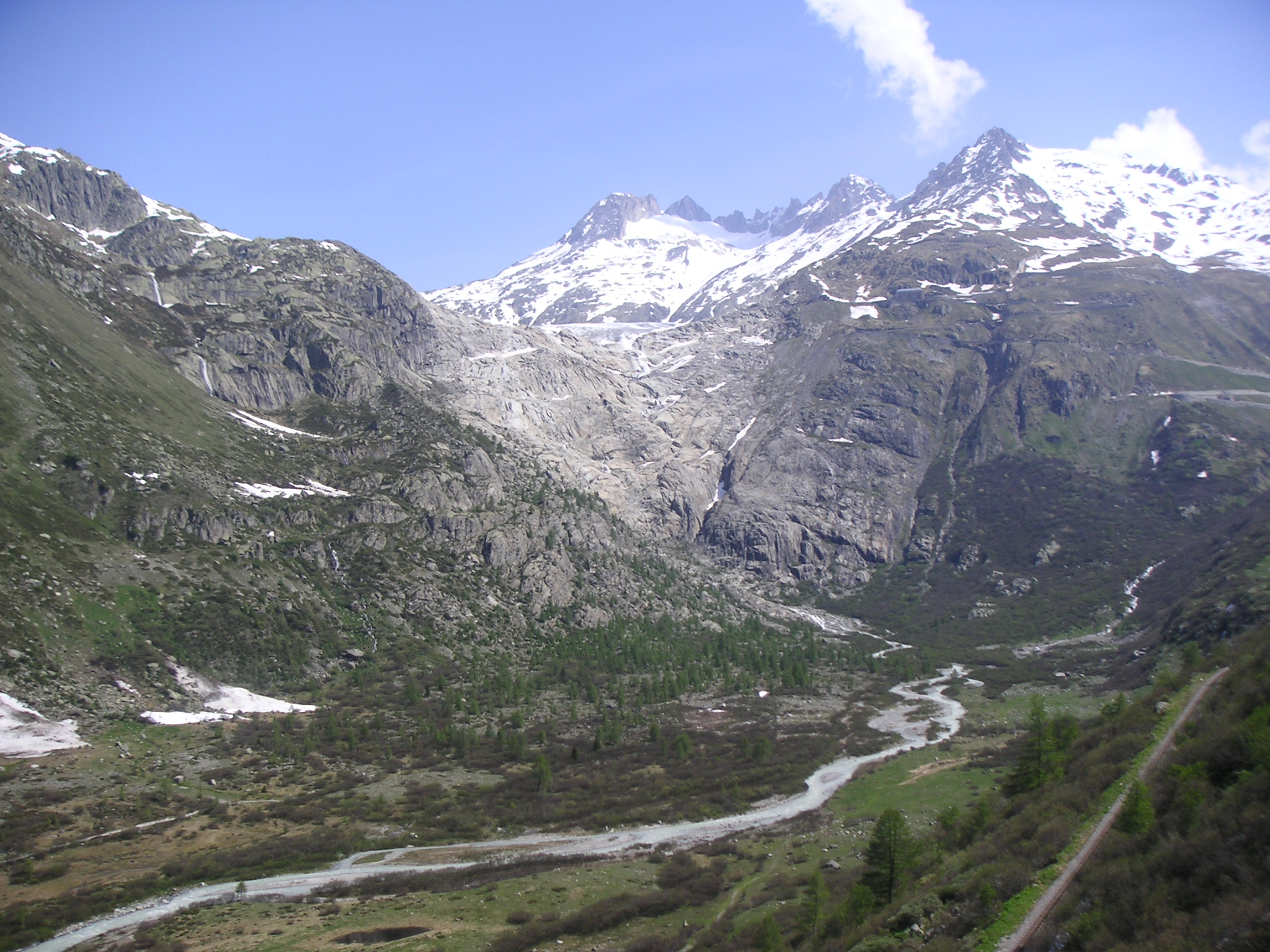
2005
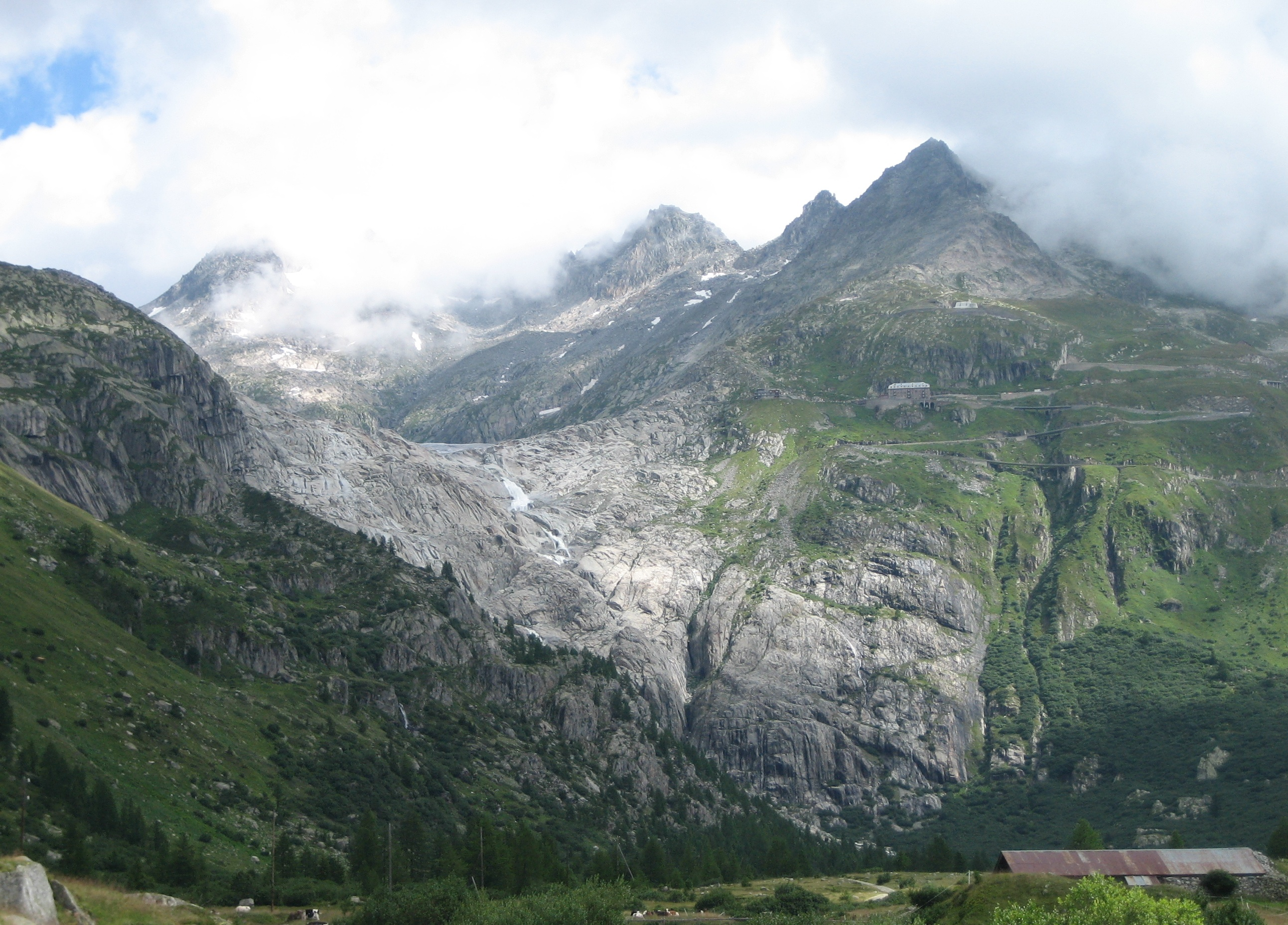
2008
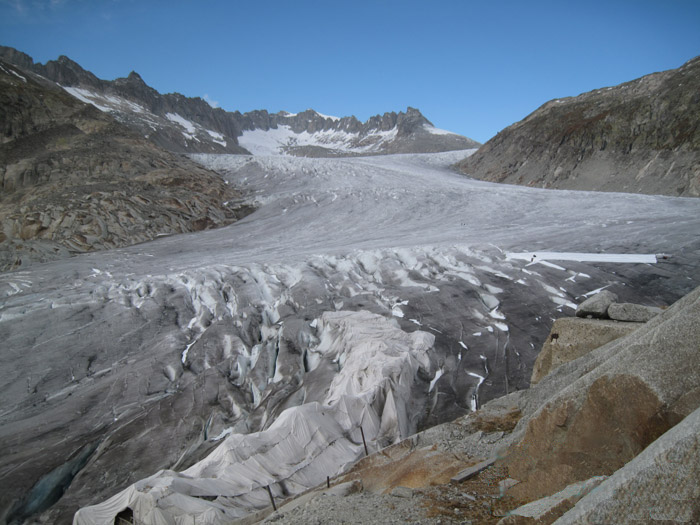
2010
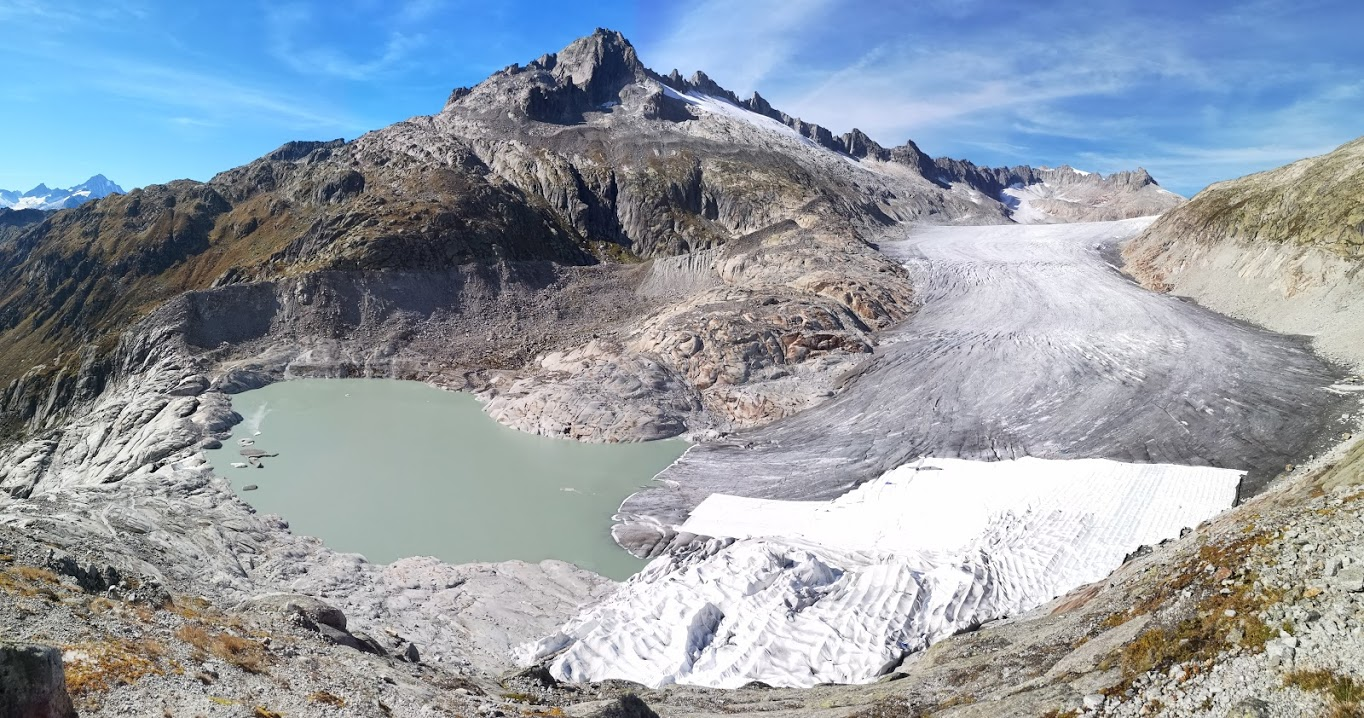
2018

## Skydd mot avsmältning

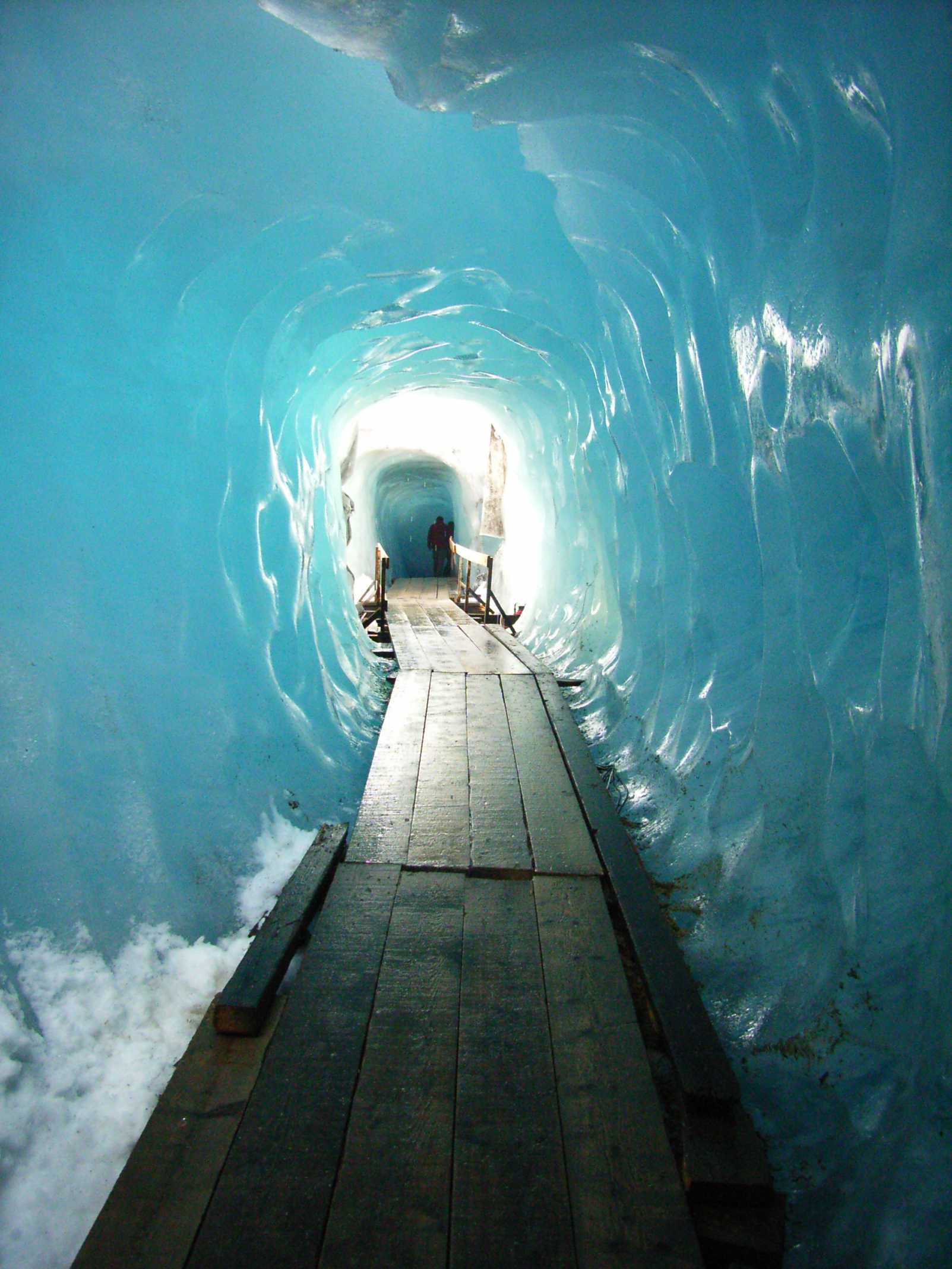
Isgrotta (istunnel) inuti Rhôneglaciären-
"en lång och slingrande isgrotta med glittrande blå väggar och ett läckande tak".

I Gletschdalen karakteriseras glaciärkrympningen under 1800-talet av uppkomsten av pyramidformade pelare med en diameter på cirka 1,5 m (från 1815 och framåt). Eftersom Rhôneglaciären ligger vid Furkapass-vägen, en klassisk resväg genom schweiziska Alperna, är det den glaciären som är den mest lättillgängliga i Schweiz. Från Hotel Belvédère på Passstrasse kan glaciärtungan nås efter 100 meter, där det finns en isgrotta.
Under flera år har UV-resistenta vita fleecefiltar bretts ut över en liten del av den smältande glaciären 
för att skydda den från solstrålningen och därmed också förhoppningsvis kunna bevara isgottorna för framtiden. Uppskattningsvis har detta arbete minskat den del som smält med upp till 70%.
Förutom de globala konsekvenserna av den ökande klimatuppvärmningen och instabiliteten i glaciären riskerar den lokala ekonomin att drabbas. Lokalbefolkningen kan förlora den viktiga turistinkomsten från de glaciärturister som har vallfärdat till området sedan 1870 för att gå igenom "en lång och slingrande isgrotta med glittrande blå väggar och ett läckande tak".